# Sierra de Santa Catarina

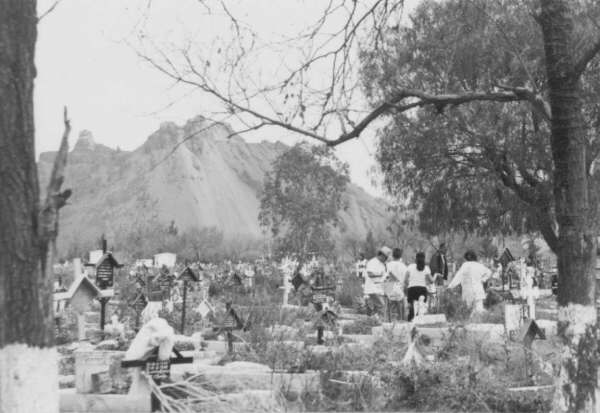
En esta fotografía es posible observar el grado de deterioro del cerro Yohualiuhqui, que ha sido reducido en dimensiones a causa de la explotación de sus canteras de tezontle.

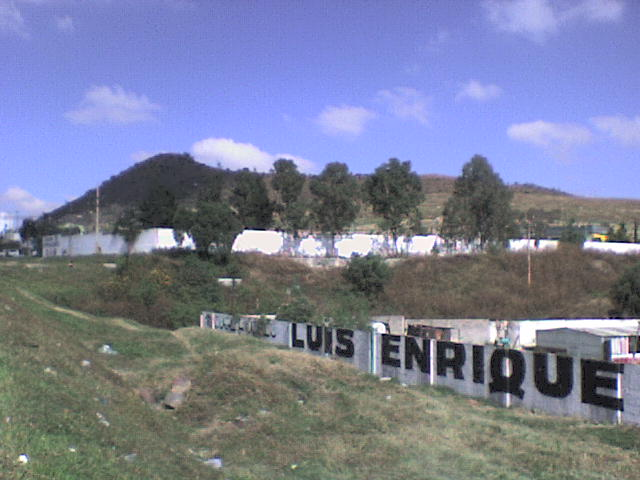
Imagen del Volcán La Caldera, Autopista México-Puebla.

La sierra de Santa Catarina (anteriormente llamada Península de Iztapalapa o Sierra de Ahuizotl) es una cadena montañosa que se localiza en el oriente de la Ciudad de México. La mayor parte de ella pertenece al territorio de la Ciudad de México, y sólo uno de sus picos se localiza en el estado de México. Fue declarada Área de Conservación Ecológica por el Gobierno del Distrito Federal, en el año de 1998. La sierra está formada por los volcanes Xaltepec (también llamado "Cerro de la Cruz" por los habitantes de Zapotitlán) (2500 m s. n. m.), Tecuauhtzin o Santiago (2640 m s. n. m.), Guadalupe o El Borrego (2820 m s. n. m.) y Volcán La Caldera (2400 m s. n. m.), y los cerros Yohualixqui (2420 m s. n. m.), Tetecón (2480 m s. n. m.) y de la Estrella (2460 m s. n. m.).
En la época prehispánica esta sierra se conoció como "Sierra de Ahuizotl" que significa "Animal anfibio" esto porque al verla de lejos asemejaba a un animal anfibio emergiendo del lago. 
Durante el tiempo anterior a la desecación de los lagos del valle de México, la sierra de Santa Catarina formaba una península que se conoce con el nombre de Iztapalapa, porque la población del mismo nombre se localizaba en ella. 
La zona al sur de esta recibe el nombre de "la estancia", esto debido a que en ella se encontraba una estancia de ganado menor llamada "Tlaxalla" o "Tlatzalan", fundada en 1579 y cedida a los dominicos del convento de Tláhuac en 1582 y se ubicaba en ese lugar, antes llamado como la "Zona florida".
La sierra de Santa Catarina, como la de Guadalupe se encuentra expuesta a un grave deterioro ecológico. Sus bosques han sido arrasados. En temporada de lluvias, las cumbres de Santa Catarina se cubren de una capa de vegetación que les da un aspecto saludable. Sin embargo, entre los meses de octubre a mayo, cuando las lluvias en la cuenca de México son escasas, es posible apreciar que está gravemente deforestadas. Por si esto fuera poco, la serranía ha sido sometida a la explotación de sus yacimientos de tezontle, basalto y arena con fines de construcción. 
El Dr. Atl planeaba construir en la región un centro cultural para el oriente del valle de México. Sin embargo, este plan nunca fue llevado a cabo. A partir de la década de 1960 proliferaron al pie de la sierra numerosos asentamientos irregulares, y aunque la tendencia se ha reducido considerablemente, la zona urbana de la Ciudad de México amenaza con desaparecer la zona de conservación. La sierra de Santa Catarina es también una de las regiones más pobres de la capital mexicana.

## Volcanes
Los volcanes de esta sierra son monogenéticos es decir, solo han experimentado una erupción. y después han permanecido inactivos hasta el presente. Se estima que en México existen más de 3000 volcanes de este tipo. 

### Yohualixqui
También llamado volcán Yuhualiqui, Yehualiuhcan, Yehualichan, Teualki, Tehualqui, San Nicolás o montaña Alvarado. El nombre Yuhualiqui significa "ensombrecedor" (yohualixqui, del náhuatl yohualli o yuhualli noche, oscuridad, y el sufijo agente -ixqui) y también “ensombrecido” (yohualiuhqui -nombre con el que figura en la fotografía, y no -Yuhualiqui-, del náhuatl yohualli o yuhualli noche, oscuridad, y el sufijo -iuhqui, que podría traducirse nuevamente como “ensombrecedor”; todo ello relacionado con el verbo yohuilia o yuhuilia, que significa tanto esperar hasta la noche como dar sombra) y “lugar donde se da sombra” (en náhuatl yohualiuhcan). Tehualqui parece ser deformación de tehualiuhqui, del verbo hualyohua (ser de noche), por lo que nuevamente se interpretaría como “ensombrecedor”. Algunos lo traducen “lugar redondo” con base en la palabra yahualtic (redondo). Tiene una altura de 2420 m s. n. m.; es uno de los volcanes más sobreexplotados y deteriorados de la sierra. Hace aproximadamente 35 años fue adquirido por una compañía privada que lo compró al entonces Departamento del Distrito Federal, sin embargo lleva alrededor de 60 años siendo explotado intensamente, con materiales transportados hasta en 100 camiones de volteo diarios, lo cual ha provocado que su estructura se haya reducido hasta en un 60 %. Esto ha provocado indignación en los residentes del pueblo de Tezonco, por lo cual se han realizado numerosas manifestaciones y marchas pidiendo dejar de extraer recursos de esta eminencia topográfica. Este volcán sufrió un deslave significativo en su cima con el terremoto del 19 de septiembre de 2017 (M 7.1).

### Tetecón
Este volcán tenía forma de herradura debido a la sobreproducción de lava que terminó por romper la sección noroeste del cono volcánico, aquel derrame aún puede ser visto como un "pequeño cerro" que separa al Tetecón del volcán Xaltepec. Para la segunda mitad del siglo XX cerca de la década de los setenta el volcán comenzó a sufrir un proceso de sobreexplotación, el cual terminó por reducir excesivamente sus dimensiones y volumen a tal grado que lo que queda del volcán esta a punto de desaparecer.

### Xaltepec
El volcán Xaltepec (cuyo nombre se compone de xalli "arena", tepētl "cerro" y c(o) (sufijo locativo), por lo que significaría "Cerro donde hay arena") está ubicado al noroeste de la delegación Tláhuac, en la zona limítrofe con Iztapalapa, es también llamado "Cerro de la Cruz" por los habitantes de Zapotitlán, desde los tiempos de los mexicas este volcán se ha usado para extraer materiales de construcción, principalmente el tezontle.
El tezontle de este volcán se usó para la construcción de la casa de las águilas en México-Tenochtitlan.Tiene una altura de 2520 m s. n. m.

### Tecuauhtzin
El volcán Tecuauhtzin también llamado Santiago y De las tres cruces, se localiza en la zona limítrofe entre Tláhuac e Iztapalapa y tiene una altura de 2640 m s. n. m., siendo el segundo volcán más alto de la sierra. Su nombre se compone de tetl "piedra", cuauhtli "águila" y tzin haciendo referencia al señor reverencial por lo que significaría Señor Águila de Piedra, recibe este nombre debido a que en la época prehispánica un águila de piedra de 12 metros se encontraba en ese lugar.

### Tetlalmanche
El volcán Guadalupe cuyo nombre original es Tetlalmanche, también llamado El Elefante, Cerro de la mina, de Santa Catarina y De la tortuga, es el punto más alto de las delegaciones Iztapalapa y Tláhuac, tiene una altura de 2782 m s. n. m. y es visible desde muchas partes de estas delegaciones.

### Volcán la Caldera
El volcán la Caldera, conocido en la época prehispánica como Cuexomatl, es un volcán extinto ubicado en el municipio de Los Reyes la Paz en el estado de México, tiene dos cráteres y una altura de 2400 m s. n. m.

### Cerro de La Estrella
El cerro de La Estrella, nombrado como Huizachtepetl o Huixachtepetl en la época prehispánica, es un volcán extinto ubicado en el oriente de la Ciudad de México que tiene una altura de 2460 m s. n. m. y que algunos documentos mencionan como parte de la sierra de Santa Catarina, aunque no forma parte oficialmente de la misma.
Cada año en la cima del volcán se lleva a cabo la representación del Encendido del Fuego Sagrado, y cada 52 años el encendido del Fuego Nuevo,el cual tendrá lugar en 2027. En la parte media del volcán se representa el viacrucis durante los festejos de Semana Santa.
Gran parte de este cerro fue declarada parque nacional el 14 de agosto de 1938 por el presidente Lázaro Cárdenas, sin embargo el crecimiento de la mancha urbana provocó una reducción del área protegida por el decreto ocasionando la pérdida de la categoría del parque nacional para convertirse en un área natural protegida, bajo la administración del gobierno de la Ciudad de México.

## El plan parcial de la sierra de Santa Catarina
El crecimiento acelerado de la población de las últimas décadas en Iztapalapa, provocó la expansión de la mancha urbana en la Sierra de Santa Catarina, considerada pulmón de la zona oriente de la Ciudad de México, siendo invadida reiteradamente por asentamientos humanos Irregulares, con el pretexto del derecho a una vivienda digna. Esto originó toda una serie de problemas ambientales, sociales, políticos y económicos, lo que obligó a buscar alternativas de solución por parte de autoridades y organizaciones sociales como Ciudadanos Unidos de la Sierra de Santa Catarina, A.C., entre otras, quienes impulsaron que el 7 de julio de 2000, se publicará en la Gaceta Oficial del Distrito Federal n.º 121, el Programa Parcial de Desarrollo Urbano Sierra de Santa Catarina que contempla propuestas para solucionar problemas como: usos de suelo, estructura vial, transporte, servicios públicos, reserva territorial, medio ambiente, urbanización etc.
Por ello bien valdría la pena que los habitantes de estas zonas impulsen el cumplimiento y seguimiento de los Programas de Desarrollo Urbano como una medida, para evitar el deterioro Ambiental de esta zona. Se debe destacar que estos planes parciales incluyen la planeación participativa y la corresponsabilidad entre gobierno y ciudadanos para mejorar la calidad de vida de sus habitantes, así como la conservación y mejoramiento ecológico de la Sierra de Santa Catarina.